# Mélodies mignonnes
Mélodies mignonnes pour piano (Frans voor 'Schattige melodietjes voor piano') is een compositie van Christian Sinding. Het is een van de vele werkjes die Sinding schreef voor piano solo en die in de vergetelheid zijn geraakt. Het is onduidelijk of Sinding de titel deels van Robert Schumann heeft overgenomen uit diens Carnaval: Scenes mignonnes sur quatre notes.
De titelloze melodietjes zijn in de tempi:
- Andantino
- Allegretto
- Andante
- Cantabile
- Andantino
- Andante

Van de vierde mélodie is waarschijnlijk ook een bewerking voor quatre mains voorhanden.